# Calciumcyanid
Calciumcyanid ist eine chemische Verbindung aus der Gruppe der Cyanide.

## Gewinnung und Darstellung
Calciumcyanid lässt sich durch exotherme Azotierung von Calciumcarbid bei 1000 °C herstellen. Es entsteht dabei als Zwischenprodukt bei der Herstellung von Calciumcyanamid.
{\displaystyle \mathrm {CaC_{2}+N_{2}\longrightarrow \ Ca(CN)_{2}} }
In wässriger Lösung wird Calciumcyanid auch durch Umsetzung von Blausäure mit Calciumhydroxid hergestellt:
{\displaystyle \mathrm {Ca(OH)_{2}+2\ HCN\longrightarrow \ Ca(CN)_{2}+2\ H_{2}O} }
Eine Isolation des Feststoffs ist aber auf Grund der geringen Stabilität aus der Lösung nicht möglich.

## Eigenschaften
Calciumcyanid ist ein weißer, nicht brennbarer Feststoff, welcher unter Zersetzung leicht löslich in Wasser ist. Bei Einwirkung von feuchter Luft und bei Temperaturen über 300 °C zersetzt sich die Verbindung, wobei Cyanwasserstoff und Stickoxide entstehen.
Auf Grund der schlechten Stabilität gegenüber feuchter Luft wird Calciumcyanid üblicherweise als Mischung mit 45 – 50 % Natriumcyanid als sogenanntes Black Cyanide verwendet. Dieser Name ist auf die Färbung durch Verunreinigung mit ca. 1–2 % Kohlenstoff zurückzuführen.  Kommerziell sind auch Lösungen mit weniger als  17 % Calciumcyanid erhältlich, da höherkonzentrierte Lösungen stark zu Hydrolyse neigen.

## Verwendung
Calciumcyanid wird bei der Gewinnung von Gold und Silber aus ihren Erzen verwendet. Weltweit wird es ausschließlich in Südafrika hergestellt. Es dient weiterhin als Rodentizid.